# Куньян (станция метро)
«Куньян» (англ. Kunyang; кит. 昆陽) — станция линии Баньнань Тайбэйского метрополитена, открытая 30 декабря 2000 года. Расположена между станциями «Наньган» и «Хоушаньпи». Находится на территории района Наньган в Тайбэе. До 25 декабря 2008 года станция «Куньян» была конечной.

## Техническая характеристика
«Куньян» — однопролётная станция. На станции есть четыре выхода.  9 октября 2017 году на станции были установлены автоматические платформенные ворота.

## Близлежащие достопримечательности
От станции ходят автобусы до буддийского храма Цзинлун и до парка Наньган.